# Astanajapura (ort i Indonesien)
Astanajapura är en ort i Indonesien.   Den ligger i provinsen Jawa Barat, i den västra delen av landet, 210 km öster om huvudstaden Jakarta. Astanajapura ligger 6 meter över havet och antalet invånare är 148 047.
Terrängen runt Astanajapura är platt åt nordost, men åt sydväst är den kuperad. Havet är nära Astanajapura norrut.Runt Astanajapura är det mycket tätbefolkat, med 2 345 invånare per kvadratkilometer. Närmaste större samhälle är Cirebon, 13,4 km nordväst om Astanajapura. Omgivningarna runt Astanajapura är en mosaik av jordbruksmark och naturlig växtlighet.